# Baldur's Gate: Edición Mejorada
Baldur's Gate: Edición Mejorada es una reedición del videojuego de rol Baldur's Gate y su expansión Baldur's Gate: Tales of the Sword Coast. Originalmente el juego fue publicado por Interplay Entertainment y desarrollado por BioWare. La serie cuenta con dos títulos, al igual que varios spin-offs. Luego de que el tercer juego de la serie fuera cancelado, Interplay perdió la licencia para producir los juegos, por lo que esta reedición está siendo llevada a cabo por Overhaul Games, una división de Beamdog. Overhaul está compuesto de muchos exempleados de BioWare, y el juego será distribuido por Atari, marcando su entrada en la serie.
La edición mejorada de Baldur's Gate -que vendrá junto con su expansión en un solo paquete- está prevista que sea lanzada en el verano de 2012. Overhaul games anunció que también está trabajando en una versión mejorada de Baldur's Gate II  y será lanzada poco tiempo después del lanzamiento de la versión mejorada del Baldur's Gate original.

## Características
El estilo de juego no será cambiado mucho para la versión de PC con relación al juego original, y para todas las ediciones, el juego seguirá los lineamientos de la 2.ª Edición de Dungeons & Dragons, bajo permiso de Wizards of the Coast. También ha sido confirmado que el juego traerá nuevas habilidades para los personajes y se podrá jugar multijugador entre las tres plataformas anunciadas (iPad, Mac OS y Windows). Pese a que no hay muchos cambios para la versión de PC, esta contará con mayores resoluciones, además de otros ángulos de visión durante el juego. La versión de iPad, sin embargo, ha sido descrita por el desarrollador Cameron Tofer como una variación radical. La versión de iPad permite hacer zoom y alejar la cámara utilizando gestos multitáctiles, lo que permitirá el uso de texto de mayor tamaño. La versión iPad también permitirá a los usuarios cambiar de pantalla con el swipe en lugar de hacer clic en las pestañas.
También se ha revelado que para permitir que el juego fluya más fácilmente se ha aumentado el nivel máximo. Todas las clases y razas de Baldur's Gate II y Throne of Bhaal también estarán presentes en el juego. Un nuevo kit de personaje también ha sido planeado para el juego. El límite de personajes está siendo limitado a 6, para evitar que Overhaul Games tenga que reenfocar todo el juego.

## Desarrollo
Beambdog había negociado un contrato para los dos primeros juegos de Baldur's Gate con Atari y Wizards of the Coast por aproximadamente doce meses antes de que se les fuera permitido comenzar a trabajar en las Ediciones Mejoradas. Beamdog también debía obtener una licencia para utilizar la Infinity Engine de BioWare. Luego de recibir la aprobación necesaria, tomaron la decisión de también desarrollar el juego  para el iPad de Apple. El 15 de marzo de 2012 se anunció oficialmente el lanzamiento del juego para el verano de 2012, junto con la versión mejorada de Baldur's Gate II: Shadows of Amn. Para todo el proceso de desarrollo, Overhaul ha recurrido a la comunidad que creó diversas modificaciones a los juegos originales de Baldur's Gate. El 19 de abril de 2012 se anunció que Nat Jones, artista que ha trabajado en proyectos de cómics como Spawn y 30 Days of Night, se uniría al equipo de desarrollo como el nuevo director de arte. El equipo desarrollador designó a Dave Gross como el escritor el 26 de abril de 2012. Gross ha trabajado como escritor y editor de Dungeons & Dragons además de haber escrito novelas basadas en los Reinos Olvidados.